# Santa Maria dei Calderari

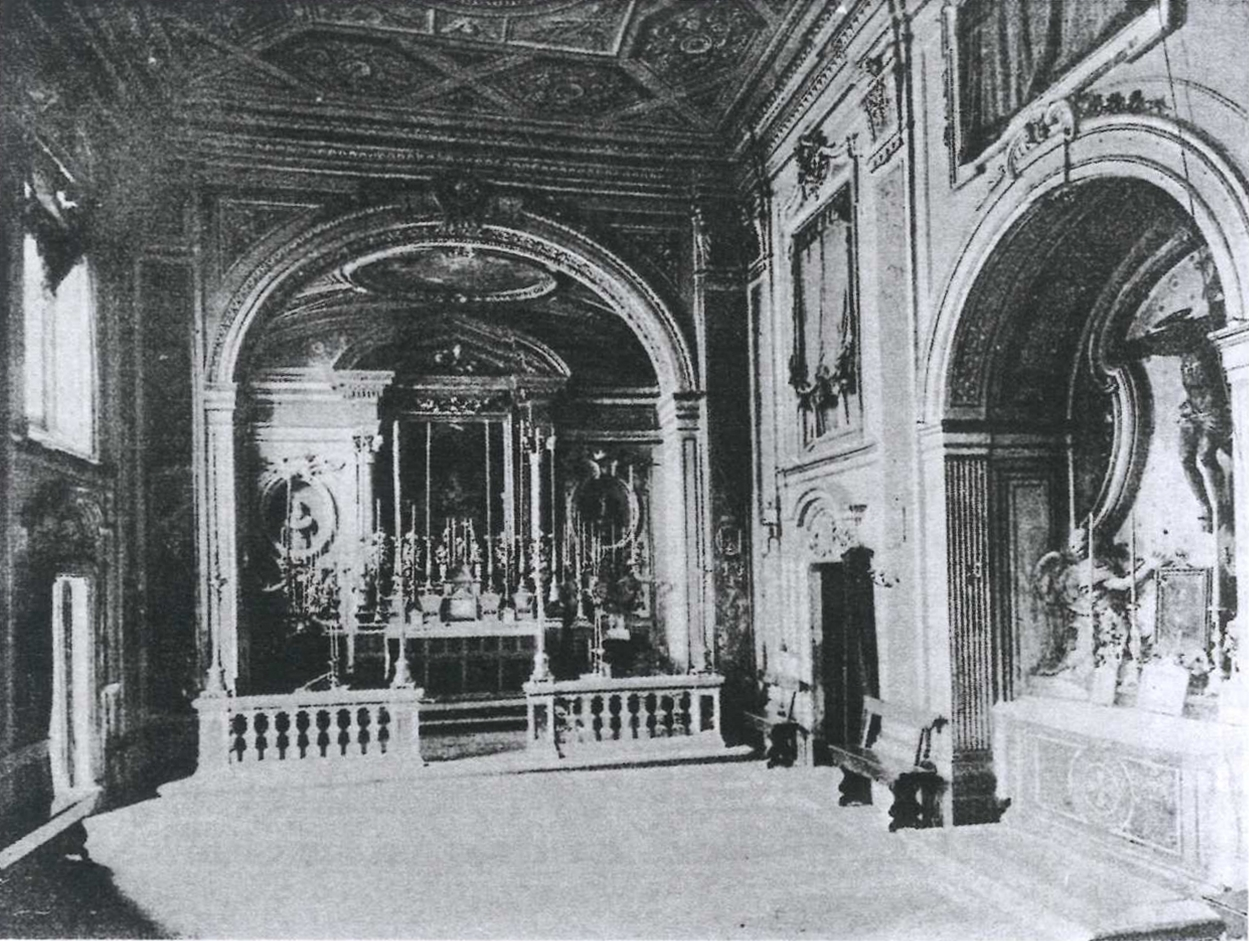
Fotografia do interior

Santa Maria dei Calderari ou Igreja de Nossa Senhora dos Calderari, conhecida também como Santa Maria in Cacaberis, era uma igreja de Roma, Itália, localizada no rione Regola, demolida em 1881. Ela ficava perto da piazza di Branca, que não existe mais, no cruzamento da moderna via Arenula e a via di Santa Maria dei Calderari. Foi demolida justamente para permitir a abertura da via Arenula. Era dedicada a Nossa Senhora.
Seu pórtico reutilizou partes estruturais de um antigo edifício romano ainda não identificado, que pode ser o Pórtico de Filipe. Este pórtico é formado por duas gastas colunas dóricas que sustentam um entablamento horizontal. A entrada da igreja ficava imediatamente do lado esquerdo, onde hoje está um edifício moderno com quatro arcos. O primeiro marca o local exato da antiga entrada.

## História
Esta igreja foi mencionada pela primeira vez numa bula do papa Urbano III, de 1186, entre as igrejas afiliadas à basílica de San Lorenzo in Damaso com o nome de Santa Maria de Cacabariis. No Catálogo de Cencio Camerario (1192), aparece no nº 173 com o nome de Sancte Marie. O termo "cacabaris" é uma referência aos fabricantes de "caccabi", vasilhas, panelas e bacias de cobre e outros utensílios de cozinha. Foi uma das primeiras igrejas de Roma a venerar a Virgem Maria com o título de Imaculada Conceição, muito raro na Idade Média.
Em data incerta, a igreja foi entregue à confraria dos mascates (rigattieri) e fabricantes de colchões (materassai), que a dedicaram ao seu santo padroeiro, São Brás. A igreja foi sede de uma paróquia até 1594. No relato de uma visita à igreja em 1560, publicado na obra de Mariano Armellini, ela foi descrita assim:
| “ | ...havia na paróquia cerca de 64 casas ou mais, eram grande parte judeus e vilões, arruaceiros e espiões. Esta igreja é muito pequena e muito próxima de S. Salvatore in Cacaberis ou S. Maria del Pianto e de S. Salvatore in Campo. Foi construída perto da piazza di Branca e da piazza Giudia, atrás de S. Maria del Pianto. | ” |
|   | — Armellini. |   |

No século XVII, o papa Alexandre VII entregou-a à guilda dos cocheiros, que retornaram-na ao seu nome anterior. Nesta época, era conhecida como Santa Maria ou Santa Maria degli Angeli dei Cocchieri.
Algumas das obras que ficavam nesta igreja estão hoje na vizinha San Tommaso ai Cenci, para onde se transferiu a "Arquiconfraria dos Cocheiros" depois da demolição de Santa Maria dei Calderari.